# Dassault Milan
Il Dassault Milan (dal francese: nibbio) era un prototipo di velivolo ad ala a delta, variante del Mirage III realizzato dall'azienda francese Dassault Aviation ma che non venne avviato alla produzione in serie.

## Storia
Il progetto si deve all'esigenza da parte delle Forze aeree svizzere di dotarsi di un velivolo da appoggio tattico che avesse caratteristiche di manovrabilità maggiori di quelle del Mirage IIIS già in dotazione e prodotto su licenza dall'azienda locale F+W Emmen. Per incrementare le caratteristiche del velivolo la Dassault in collaborazione con la Fabrique fédérale d'avions d'Emmen decise di sperimentare l'adozione di due piccole ali aggiuntive sul muso inizialmente modificando un Mirage 5 J. Queste avrebbero fornito inoltre un incremento del valore di carico utile, una minore distanza di decollo ed atterraggio ed una conseguente minore velocità di atterraggio.
Il velivolo, soprannominato Asterix, venne portato in volo per la prima volta il 27 settembre 1968 dal pilota collaudatore Jean-Marie Saget dall'aeroporto di Melun-Villaroche fornì delle impressioni favorevoli tali da prendere la decisione di proseguire lo sviluppo delle due superfici alari soprannominate moustaches, letteralmente baffi, dallo staff tecnico. Queste erano per ora semifisse, regolabili con differenze di 10° con una configurazione a freccia negativa.
Successivamente la sperimentazione si spostò su un Mirage III R, il nr. 344, che venne ribattezzato Milan 01, per passare definitivamente ad una cellula di Mirage III E, la nr. 589, alla quale venne applicato la versione più potente del motore Snecma Atar, l'Atar 9K50, oltre al sistema perfezionato delle alette anteriori, ora completamente retrattili, ed una dotazione offensiva derivata dal SEPECAT Jaguar. Quest'ultimo era il modello definitivo di preproduzione che volò per la prima volta il 29 maggio 1970.
La decisione della Svizzera nel proseguire nell'utilizzo dei propri Hawker Hunter e successivamente acquistando i Northrop F-5 interruppe lo sviluppo del Milan con il successivo abbandono del progetto che comunque ebbe importanti ricadute tecnologiche per lo sviluppo di altri velivoli Dassault, tra i quali i Mirage F1 da esportazione, i Mirage F1 CR e i Super-Etendard.

## Descrizione tecnica
Il Milan conservava l'aspetto dei Mirage dai quali derivava ovvero la caratteristica ala a delta di grande superficie dotata di elevoni, con l'angolo di freccia del bordo d'attacco di 60°, ed integrata dalla grande deriva posta alla sommità posteriore della fusoliera. La cabina di pilotaggio era a posto singolo e dotata di seggiolino eiettabile. Il carrello d'atterraggio era triciclo anteriore completamente retraibile. La propulsione era affidata ad un turbogetto Snecma Atar 9K50 capace di 70,6 kN (7 200 kg) che permetteva di raggiungere la velocità massima di 2 337 km/h. La particolarità del velivolo era legata all'adozione di due piccole superfici mobili a freccia negativa regolabili dal pilota e che venivano estroflesse a basse velocità mentre nel volo supersonico venivano richiamate in apposite fessure ai lati del muso.